# Antichloris eriphia
Antichloris eriphia är en fjärilsart som beskrevs av Fabricius 1776. Antichloris eriphia ingår i släktet Antichloris och familjen björnspinnare. Inga underarter finns listade i Catalogue of Life.

## Bildgalleri

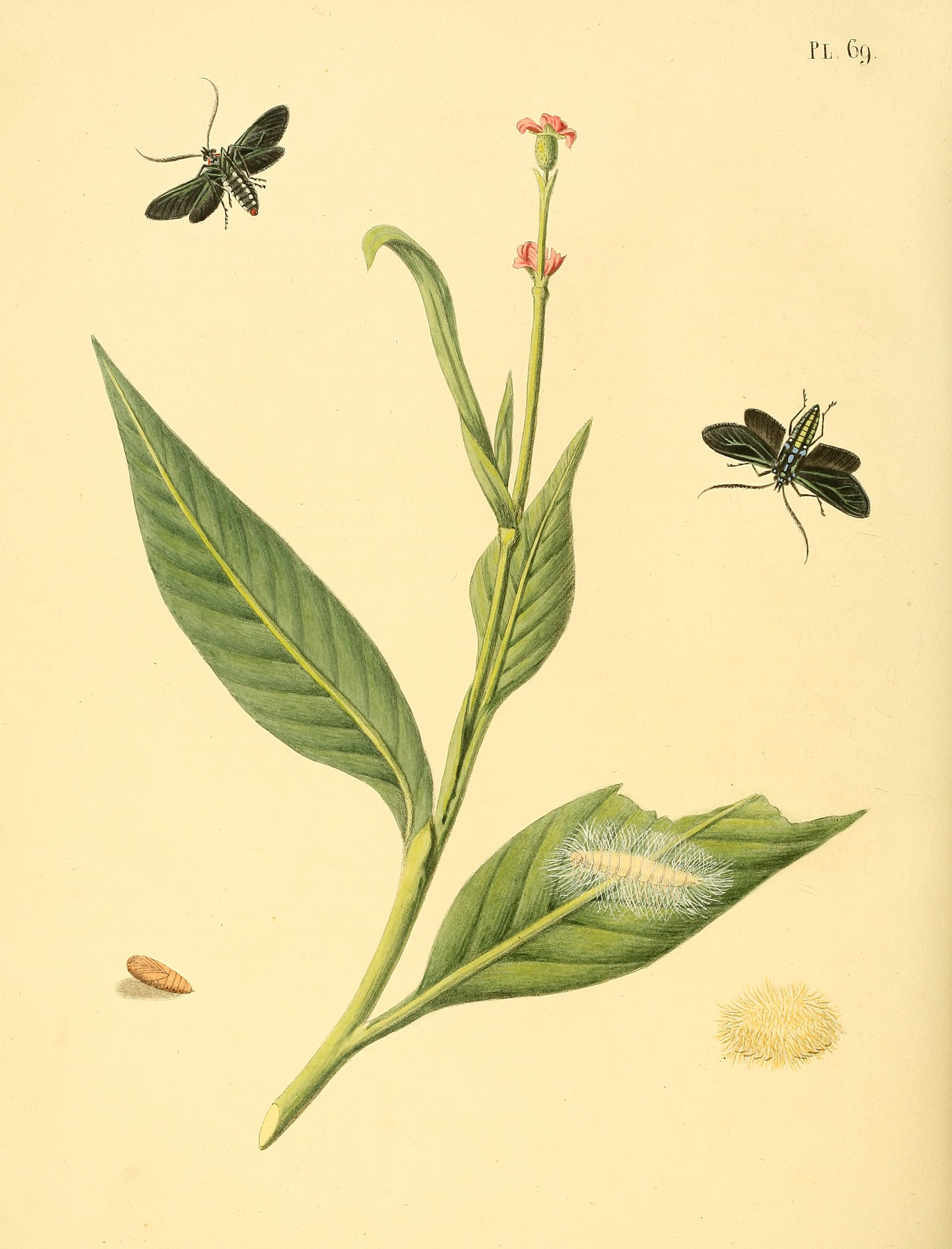